# Synagelides lushanensis
Synagelides lushanensis är en spindelart som beskrevs av Xie L., Yin C. 1990. Synagelides lushanensis ingår i släktet Synagelides och familjen hoppspindlar. Inga underarter finns listade i Catalogue of Life.